# フィルミニのル・コルビュジエ遺産
フィルミニのル・コルビュジエ遺産（フィルミニのル・コルビュジエいさん、Patrimoine Le Corbusier à Firminy ）とは、フランスのローヌ＝アルプ地域圏ロワール県のフィルミニ(フランス語版)にある、建築家ル・コルビュジエによって設計された建築群である。

## 概要
フィルミニの建築群は1960年に当時のフィルミニ市長クロディウス・プティ（元フランス建設復興大臣）の依頼によって始まった。プティとコルビュジエの関係は、プティが建設復興大臣を務めていた際にコルビュジエ設計のマルセイユのユニテダビシオンの建設に関わったころにまで遡る。プティは新たに整備された住宅地区の敷地に文化会館、集合住宅、競技場、教会の設計を依頼した。1965年のコルビュジエ没後、教会以外の作品は竣工。サン-ピエール教会(fr)の建設は彼が遺した概略的な計画から出発して、実質的には1973年に開始されたが、建設場所が脆弱地盤であることが判明したにもかかわらずコルビュジエが建設地移転を拒否した事もあり建設費用が暴騰。財政的事情により1978年に三階部分までの建設で中止された。
2006年11月末から12月初めに掛けてのル・モンド、AFP等の報道を要約すると、2001年に選出された市長ディノ・シニエリ（民衆運動連合＝中道右派）が、ル・コルビュジエによって設計された文化会館、競技場、ユニテ・ダビタシオンなどの既存建築群とフィルミニ-ヴェールの都市計画全体が観光資源になる可能性を持ち、かつ教会の完成は話題づくりに役立つとともにその目玉になりうると判断したことが端緒となり、2003年に地元の広域自治体サン＝テティエンヌ・メトロポールは、ル・コルビュジエ財団の同意を得たうえで、ル・コルビュジエの生前からこの教会の計画にたずさわっていたジョゼ・ウブルリーの実施設計に従って、その建設を再開させた。このような経緯で2006年11月に、サン-ピエール教会は計画の開始の46年後（ル・コルビュジエの没後41年後）に竣工するにいたった。工費は最終的には1,000万ユーロにのぼるとみられる。低層部分にはル・コルビュジエに関する展示施設が設けられ、上階に位置する教会の身廊部分も来訪者に開放される。
この機会にフィルミニ-ヴェール全体がフランスの「建築都市風景遺産保護地区」に指定され、アンドレ・ヴォジャンスキーのプールの修復とユニテ・ダビタシオンの改修がすでに終了した。広域自治体側は最大で年間20万人の来訪者を見込んでおり、他の既存建築の改修が行われるだけでなく、応接施設、券売所、売店などが新たに併設される。
フィルミニではこれらの建築群の世界遺産登録を目指していたが、その後、世界各地にあるル・コルビュジエの作品群を世界遺産に登録しようとする動きが広がり、フィルミニの建築群も「ル・コルビュジエの建築作品-近代建築運動への顕著な貢献-」の一部に含まれた。

## フィルミニのル・コルビュジエ作品
- 文化会館（Maison de la culture de Firminy-Vert、1965年）
- ユニテ・ダビタシオン（Unité d'habitation de Firminy-Vert、1967年）
- 競技場（Stade de Firminy-Vert、1968年）
- サン-ピエール教会（Église Saint-Pierre de Firminy、2006年）
- プール（Piscine de Firminy-Vert）